# Château de Chaillot
Château de Chaillot, též Maison de Beauregard nebo Hermitage de Chaillot, byl zámek na území dnešní Paříže v 16. obvodu. Rozkládal se poblíž dnešního palais de Chaillot. Byl zbořen v roce 1794.

## Historie
Starý panský dům Chaillot nacházející se na prostoru křižovatky dnešních ulic Rue de Chaillot a Avenue Marceau patřil ve středověku pařížské měšťanské rodině Arrode. Nicolas Arrode byl v roce 1217 pařížským prévôtem. Dům měl čtvercovou věž, která je zachycena na plánu Paříže z roku 1552. Na pozdějších plánech však již chybí.

Budovu na kopci Chaillot koupil v roce 1542 Hippolyte d'Este, kardinál d'Este, lyonský arcibiskup. V roce 1583 královna Kateřina Medicejská koupila toto panství a také část panství kláštera Minimes nacházejícího se v prostoru současných zahrad Trocadéro rozkládajících se na severovýchod až naproti současnému Palais d'Iéna v Rue Albert-de-Mun a na jihozápad mezi současnou Rue Le Tasse a Avenue Albert-Ier-de-Monaco. Královna zde nechala postavila zámek zvaný „Catherinemont“. Výstavbou byl pověřen architekt Étienne Dupérac, který vytvořil zámek ve tvaru U s terasovitými zahradami a oválným nádvořím. Panovnice však již roku 1589 zemřela.

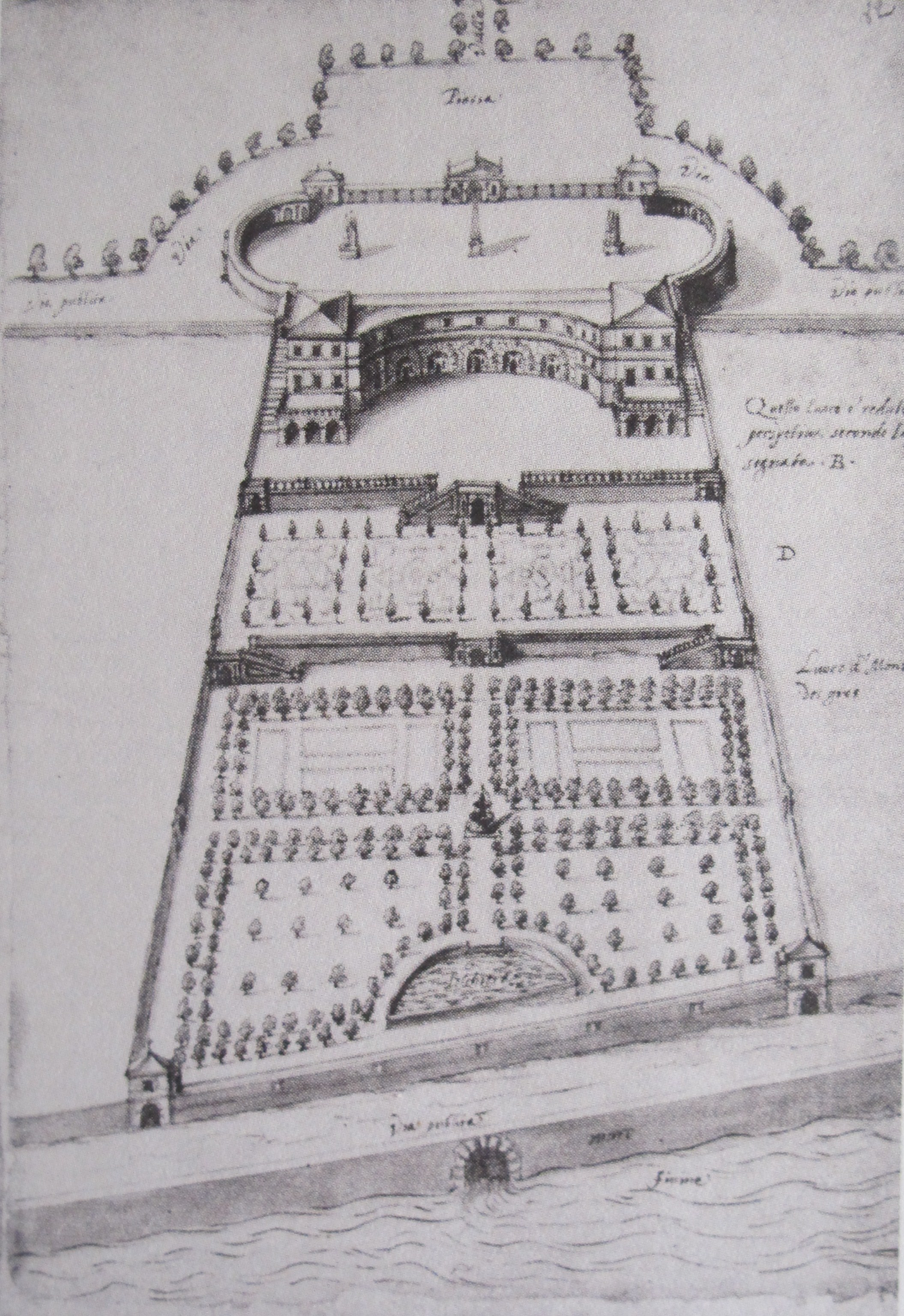
Šikmý pohled na zámek, jak si ho představovala Kateřina Medicejská.
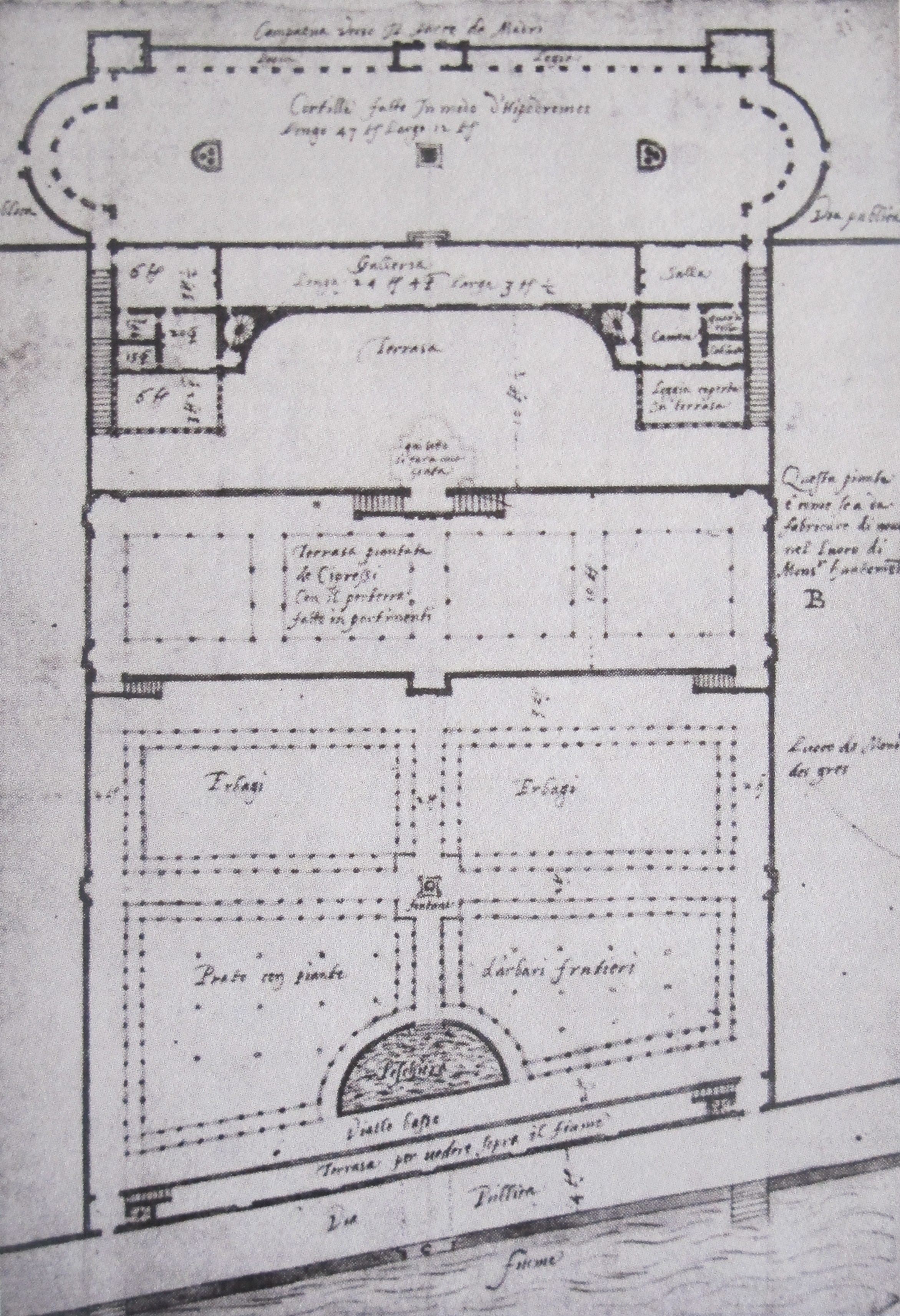
Plán zámku, který nebyl nikdy dokončen.

V létě 1590, během obléhání Paříže se zde usadil Jindřich Navarrský. Když byl vyhlášen Nantský edikt a obnoven mír, Jindřich IV., stejně jako Marie Medicejská se vzdali pokusu o dokončení stavby. Nemovitost získala Diane de Corisande, hraběnka z Guiche a Gramont, bývalá milenka Jindřicha IV., poté v roce 1613 královský rada Pierre Jeannin, který zde provedl změny. V roce 1629, během pobytu Ludvíka XIII. v Château de Madrid, který se nacházel na druhé straně Boulogneského lesa, se sem přestěhoval kardinál Richelieu. V roce 1630 zámek koupil Georges-Africain de Bassompierre od dcery Pierra Heannina a ponechal užívací právo svému bratru maršálovi Françoisi de Bassompierre. Maršál byl internován v Bastile v letech 1631–1643 za svou účast na spiknutí proti kardinálovi. Během jeho uvěznění byl palác zrekvírován a sloužil jako ubytování pro královu neteř, vévodkyni z Nemours, a poté znovu pro Richelieua.
Po smrti maršála de Bassompierre v roce 1646 dali jeho nemajetní dědici svůj majetek na prodej. Henrietta Marie Bourbonská, třetí dcera Jindřicha IV. a vdova po popraveném anglickém králi Karlu I., uprchla v roce 1644 do Francie a chtěla žít v klášteře. Vybrala si klášter vizitantek. Jeptišky získaly soudním rozhodnutím z 12. května 1651 za 67 000 liver zámek. Jeptišky rozšířily budovy o kostel postavený v letech 1687–1707. Tyto budovy byly zničeny v roce 1794 po odchodu jeptišek výbuchem prachovny Grenelle. Jeho poslední zbytky byly odstraněny v roce 1811 pro přípravu projektu paláce římského krále.

## Popis
Podle dokumentů soudního procesu zahájeného v roce 1648 synovci maršála de Bassompierre měla nemovitost tři velká nádvoří, velké budovy s několika místnostmi, kuchyně, ložnice, kabinety, dvě galerie, kapli, stáje, dům pro zahradníka a dva pavilony. Celek se nacházel na opevněné ploše 30 arpentů (asi 15 hektarů) včetně parku se schody, jezírky, fontánami, lesíky a zeleninovou zahradou. Jeho hranice tvořily Seina, panství kláštera Minimes na jihu, cesta z Chaillot do Saint-Cloud na západě, vesnice Chaillot na severu, tedy přibližně zahrady a Place du Trocadéro. Fontány v zahradě a zámku byly napájeny čerpadlem čerpajícím vodu ze Seiny.